# نوکیا ۵۳۰۰
نوکیا ۵۳۰۰ یک‌نمونه از گوشی‌های تلفن همراه سری ۵۰۰۰ شرکت نوکیا می‌باشد که توسط همین شرکت به بازار عرضه شده‌است.